# Konstant
För andra betydelser, se Konstant (olika betydelser).
En konstant (från latinets constare, stå fast) är en oföränderlig storhet. Begreppet används bland annat inom matematik, fysik, sociologi och programmering. Exempel på matematiska konstanter är π (pi) och e; exempel på fysikaliska konstanter är ljusets hastighet och tyngdaccelerationen. Inom programmering används ordet för litteraler och för variabler vars värde inte ändras efter att det definierats.
Konstant används också inom vetenskapen som adjektiv: en funktion som är oberoende av en viss variabel sägs vara konstant med avseende på den variabeln.